# Lipsenjščica
Lipsenjščica je pritok potoka Stržen, ki teče po Cerkniškem polju in polni Cerkniškega jezera. Potok je dobil ime po naselju Lipsenj.